# SEAT Ateca
La SEAT Ateca è un'automobile di tipo crossover SUV compatto prodotto dal 2016 dalla casa automobilistica spagnola SEAT. È anche il successore della SEAT Altea.

## Profilo

### Debutto

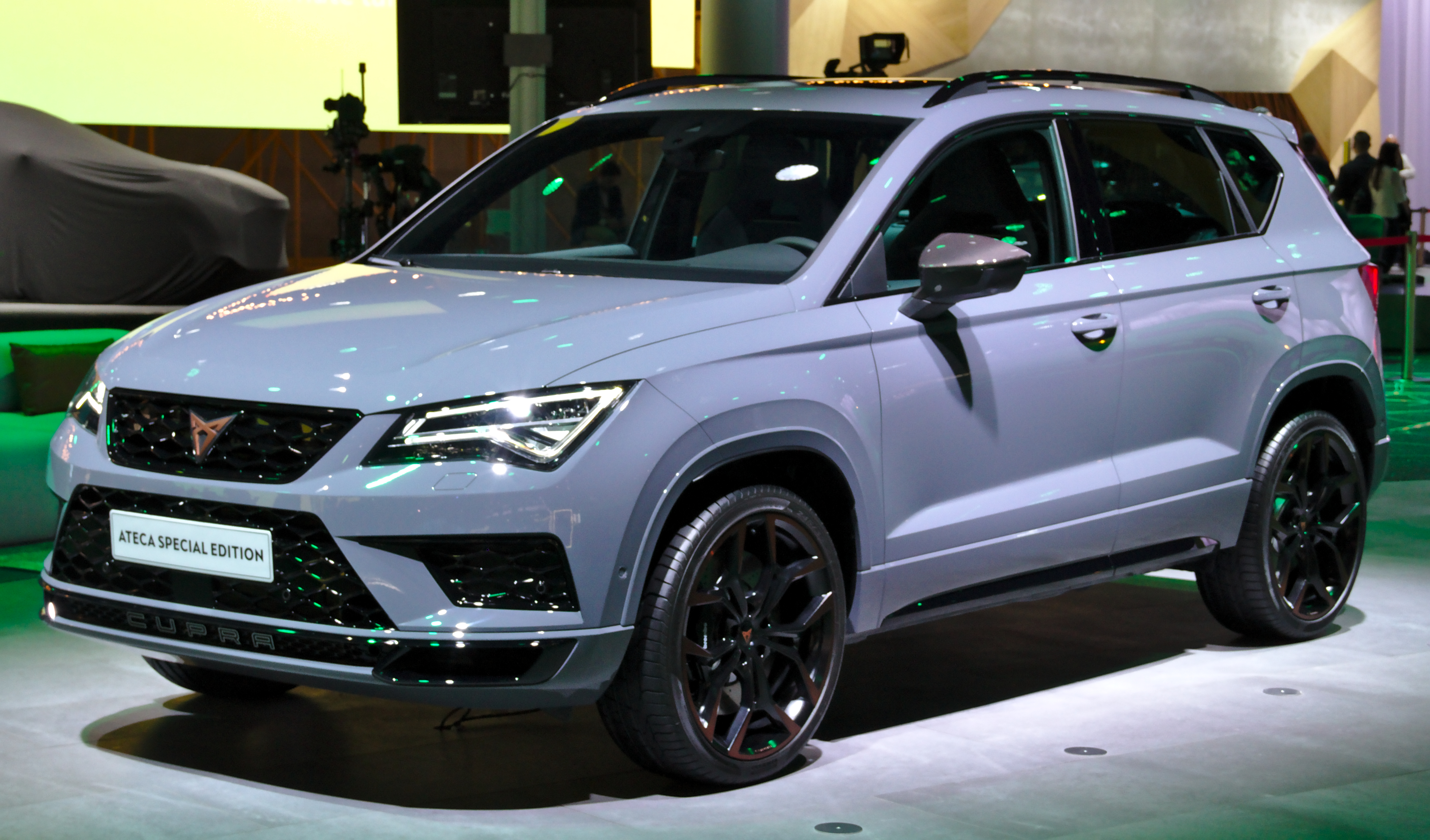
Cupra Ateca, versione di punta della Ateca

La Ateca ha debuttato come un prototipo chiamato Seat IBX nel 2011 al Salone di Ginevra, seguita poi da un altro prototipo chiamato Seat 20v20 presentato nel 2015 al Salone di Ginevra.
Il veicolo è stato annunciato il 10 febbraio 2016 a Barcellona e presentato ufficialmente il 1º marzo al Salone di Ginevra del 2016.
La vettura, riprendendo una tradizione interrotta alcuni anni fa, prende il nome da una città spagnola, in questo caso Ateca in Aragona. La Ateca sarà la seconda vettura SEAT ad essere prodotta in collaborazione con la Škoda Auto nello stabilimento di produzione di Kvasiny, dopo la Toledo quarta serie, dove è stata prodotta anche la Škoda Rapid.
Il modello utilizza la piattaforma Volkswagen MQB in comune a molti modelli del gruppo, tra cui la SEAT Leon terza generazione che ha anche un equipaggiamento molto simile.
Per la gamma dei motori a benzina sono disponibili propulsori tutti turbo: un tre cilindri 1.0 TSI da 115 CV di potenza e un 1.5 TSI 4 cilindri da 150 CV che incorpora la disattivazione parziale dei cilindri quando non è richiesta tutta la potenza per risparmiare carburante. Il 1.4 TSI disponibile al debutto ora non è più montato.
Per le versioni diesel sono disponibili un 1.6 TDI 115 CV e 2.0 TDI disponibili in versione da 150 o 190 CV.

## Restyling 2021

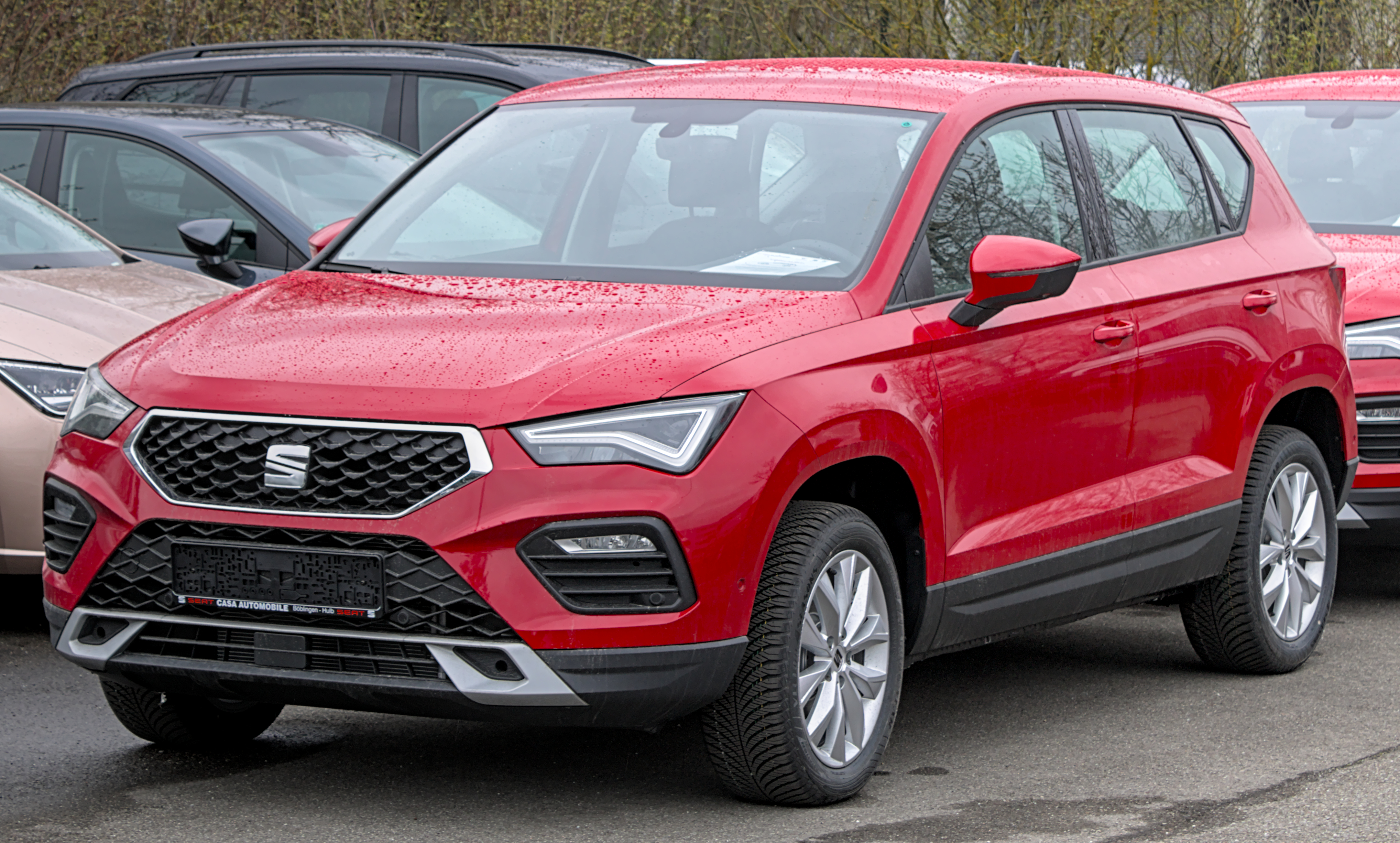
Ateca restyling 2021

Nel 2021 la Ateca è stata sottoposta ad un restyling di metà carriera, con un aggiornamento che ha comportato modifiche all'estetica degli esterni e di alcune parti interni nell'auto.
In particolare è stato modificato il design dei fari anteriori e sono state aggiunte le frecce a LED dinamiche per i fari posteriori, in modo simile a quello della Tarraco.
Internamente sono cambiate le dimensioni dei display dell'infoentertainment ed è stata sostituita la precedente centralina MIB2 e MIB2 HIGH con la più recente MIB3 che ora supporta la connessione SIM dati e Apple CarPlay e Android Auto in modalità wireless.